# Ilja Olsjvanger
Ilja Olsjvanger (russisk: Илья Саулович Ольшвангер) (født 18. april 1923 i Sankt Petersborg i Sovjetunionen, død 10. marts 1979 i Sankt Petersborg i Sovjetunionen) var en sovjetisk filminstruktør.

## Filmografi
- Na odnoj planete (На одной планете, 1965)[1][2]
- Jego zvali Robert (Его звали Роберт, 1967)